# Tribuno laticlavio
Il tribuno laticlavio (in latino tribunus laticlavius) era uno dei sei tribuni militari che prestavano servizio sia durante il periodo repubblicano che l'alto Impero romano in ciascuna delle legioni dell'esercito romano. Prende il nome dal laticlavio.

## Storia
In seguito alla riforma mariana dell'esercito romano, si trovava come secondo in grado rispetto al legatus legionis, il comandante di legione, e superiore degli altri cinque tribuni angusticlavi (tradizionalmente appartenenti all'ordine equestre) e più tardi del praefectus castrorum. Questa carica poteva essere ricoperta solo da esponenti di famiglie senatorie e non era obbligatorio ricoprirlo per avere completo il percorso per accedere al cursus honorum. Svetonio racconta che Augusto permise ai figli dei senatori, al fine di apprendere più velocemente come si affrontassero gli affari della Res publica, di vestire con il laticlavio, poco dopo aver indossato la toga virile e di assistere alle sedute del Senato. A coloro che, in seguito, avessero affrontato la carriera militare diede loro la possibilità di entrare sia nella legione con il grado di tribunus laticlavius, sia nelle truppe ausiliarie con il grado di praefectus alae. E poiché ritenne necessario che ciascun figlio maschio di senatore dovesse affrontare la vita dell'accampamento militare, mise normalmente due ufficiali con il laticlavio al comando di ciascuna ala di cavalleria.
Il tribuno laticlavio era normalmente un giovane di vent'anni circa (a parte il caso di Tiberio, il successore dell'Imperatore Augusto, che ricoprì la carica a soli 16 anni), che apparteneva ad una delle più ricche famiglie di Roma, subordinato al solo legatus legionis. Dopo due o tre anni di questo incarico militare, normalmente il giovane rampollo poteva accedere al gradino successivo, facendo ritorno nella capitale ed ottenendo la carica annuale di questore. Svetonio aggiunge che Augusto:
(Svetonio, Augustus, 40.)
Questa carica venne abolita in modo definitivo durante il periodo della crisi del III secolo. Con Gallieno, infatti, si completava la fine delle responsabilità militari dell'ordine senatorio a tutto vantaggio dell'ordine equestre, procedimento iniziato sotto Settimio Severo e che portò all'abolizione della figura del legatus Augusti pro praetore di rango pretorio. Con un editto infatti l'imperatore abrogò l'accesso dei senatori alla legazione di legione.